# 吉方べき
吉方 べき（よしかた べき）は、日本の言語心理学者。韓国に在住し、仁徳大学校（ko:인덕대학교）非常勤講師をつとめている。
岡山県出身。群馬大学医学部医学科中退後、韓国ソウル大学校心理学科編入。同大学院で実験心理学専攻。
2005年から3年あまり朝鮮日報日本語版サイト翻訳監修を務めたほか、語学学校運営、通訳ガイド育成、企業内研修、メディア取材や学術交流の現地コーディネートなどを通じ日韓交流の現場に関わった。現在はソウル大学「言語と思考」研究室に所属し、韓国仁徳大学非常勤講師、韓国教育放送公社FMラジオ「初級日本語」のパーソナリティなどを務めるほか、日韓間の時事・歴史問題に関する論考を雑誌に寄稿。